# Taali
Taali is een plaats in de Estlandse gemeente Tori, provincie Pärnumaa. De plaats heeft de status van dorp (Estisch: küla).
Taali ligt aan de rivier Pärnu.

## Bevolking
Het dorp had 227 inwoners op 31 december 2011 en 210 inwoners op 31 december 2021.

## Geschiedenis
Het landgoed Taali is gesticht rond 1500. De Duitse naam was Staëlenhof naar de familie Staël von Holstein, die vanaf de vroege 17e eeuw de eigenaar was. Ook de Estische naam is daarvan afgeleid. Wilhelm Iwan Baron Staël von Holstein was de laatste eigenaar toen het landgoed in 1919 door het onafhankelijk geworden Estland werd onteigend. Het landgoed had nog een tweede naam, Paikuse, Duits Paixt. Toen in 1977 een plaats van de stad Sindi werd afgesplitst, gaven de autoriteiten die plaats de naam Paikuse. Ze ligt ongeveer 10 km van Taali verwijderd.
In 1852 liet de familie Staël von Holstein een landhuis in neorenaissancestijl bouwen. In 1934 werd het grootste deel van het landhuis afgebroken. Wat over is, is in particuliere handen en in de jaren nul van de 21e eeuw gerestaureerd. Ook enkele bijgebouwen zijn bewaard gebleven. Op 500 meter van het landhuis ligt het familiekerkhof van de Staël von Holsteins.

## Foto's

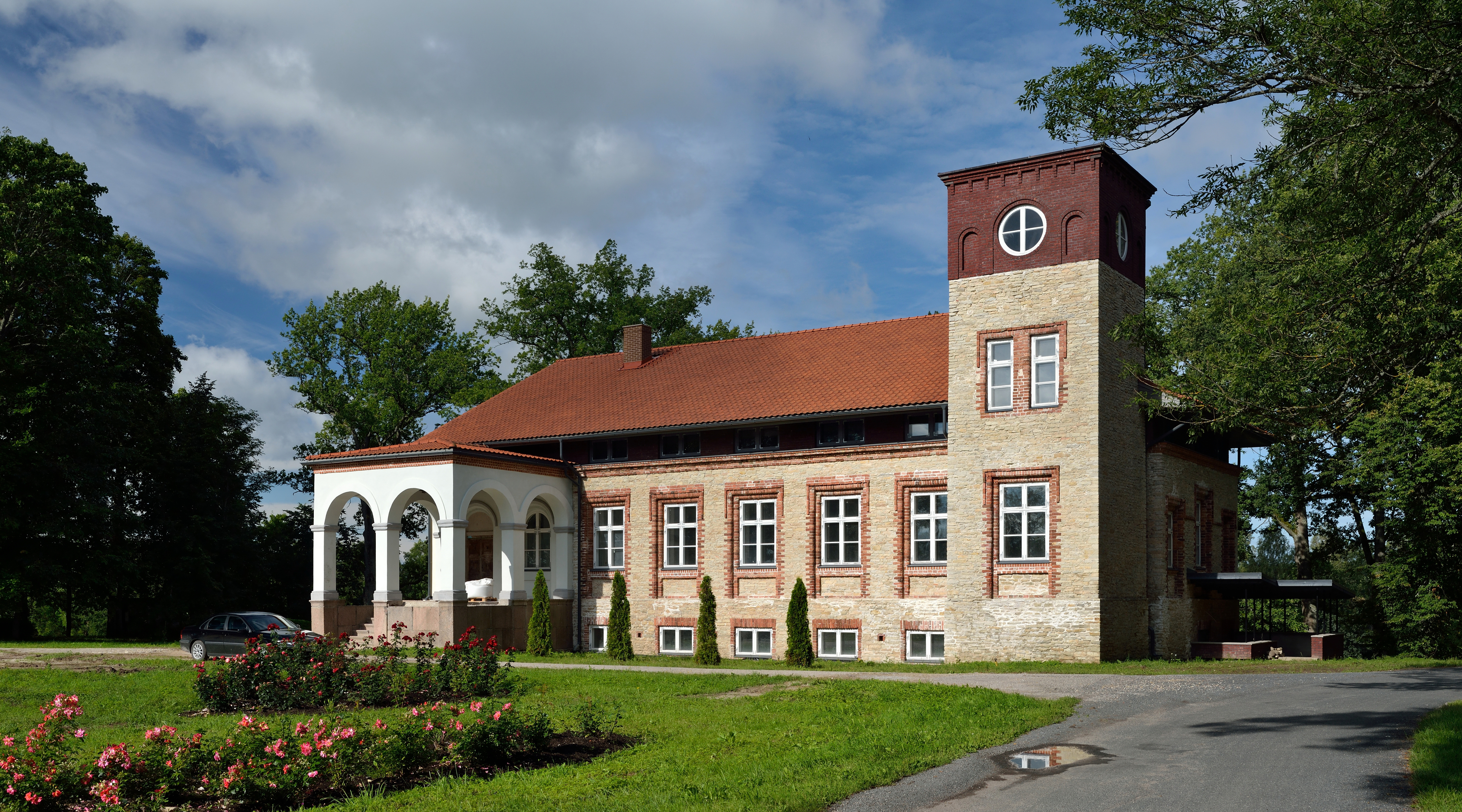
Het landhuis van Taali
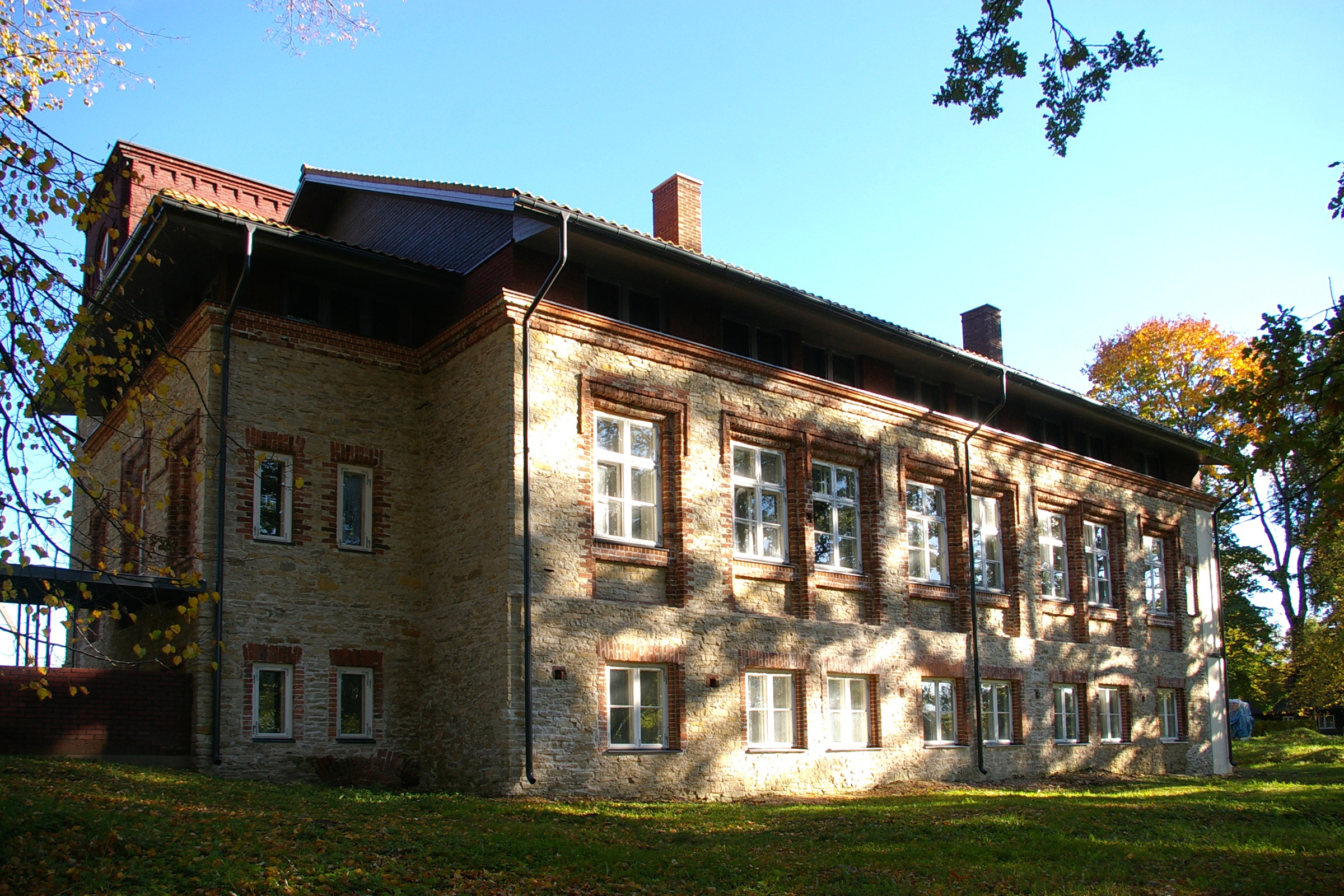
De noordwestkant van het landhuis